# عبد الواحد الآمدي
أبوالفتح ناصح الدين عبد الواحد بن محمد الآمدي - منسوب إلي آمد (ديار بكر) في تركيا، (توفي في النصف الأول من القرن 6). كان محدّثاً وقاضياً في بلدة آمد، ذكره البعض باسم محمّد بن عبد الواحد وهو صاحب كتاب معروف بغرر الحكم ودرر الكلم.

## سيرة حياته
لا تتوفّر معلومات وافية عن حياته، كما لم تتحدّد كتب الرّجال تاريخ ولادته ووفاته؛ وذكر الآمدي في مقدمة جواهر الكلام أن أحمد الغزالي (520هـ) كان من معاصريه. ويشير ابن شهرآشوب المازندراني (588هـ) ـ ضمن سرد مسانيد الشيعة ـ إلى أن الآمدي أجازه برواية غرر الحكم. واختلف في تاريخ وفاته فقيل 510 و 520 و 550 هـ، إلّا المحدّث الأرموي رجّح في مقدمة غرر الحكم اعتماداً منه على القرائن والشواهد أن يكون تاريخ وفاته في 500 هـ.

## مذهبه
وبما أن الآمدي أجاز ابن شهرآشوب المازندراني برواية كتاب غرر الحكم واعتبره الثاني من كتب الشيعة ، فان بعض العلماء كالمجلسي  وأفندي الأصفهاني  والنوري  عدّوا الآمدي من الشيعة الإمامية، وحملوا عبارة «كرّم الله وجهه» التي أوردها في ديباجة غرر الحكم في حق علي بن أبي طالب على التقيّة أو من تصرّف النسّاخ.

## غرر الحكم ودرر الكلم
ويدين الآمدي بشهرته لكتاب غرر الحكم ودرر الكلم الذي يضمّ بين دفّتيه مجموعة كبيرة من كلمات علي بن أبي طالب القصار. ولم يكن العمل بجمع الكلمات القصار قد ازدهر حتى القرن 5هـ، لهذا يبدو أن الأثر الوحيد الذي اعتمد عليه الآمدي هو «مائة كلمة» للجاحظ (255هـ) إلا أنه اعتبره أثراً تافهاً، كما أبدى دهشته من تأليف الجاحظ وهو المعروف بمنزلته الرفيعة مثل هذا الأثر الصغير في باب الكلمات القصار.

### كيفية التبويب
و قد بوّبت الكلمات القصار بحسب حروف المعجم (الحرف الأول للكلمة) مع مراعاة سجعها، وترجم الكتاب إلى الفارسية وشرحه جمال الدين الخوانساري (1121 أو 1125هـ) في القرن 12 يأمن من الشاه سلطان حسين الصفوي وطبع بتحقيق مير جلال الدين المحدّث الأرموي بطهران في 1346 ش.

### الشروح والتراجم
و فضلاً عن ذلك فقد تناول الكثير من العلماء في القرنين الأخيرين هذا الكتاب بالترتيب والشرح والترجمة منهم: عبد الكريم بن محمد يحيى القزويني الذي رتّبه بحسب الموضوع في 99 باباً، وأضاف عليه شرحاً بالفارسية وأسماه نظم الغرر ونضد الدرر، أما أصداف الدّرر، فهو جزء من هذا الكتاب.
كما ترجم ميرزا موسى خوشنويس (عماد الفقراء) المتخلّص ب«حالي» كتاب غرر الحكم إلى الفارسية بطلب من ميرزا أحمد التبريزي، طبع قسم منه في مجموعة أنهار جارية بشيراز في 1344. وقد ترجمه إلى الفارسية أيضاً الحاج محمد علي الأنصاري القمي بطهران في 1335 ش، كما ترجم السيد أبوالقاسم المرعشي خلاصته إلى الفارسية، وطبعت مع النص الأصلي في 1327 ش بطهران.

### طبعات مختلفة
1. بومباي، 1280/1863؛
2. دمشق 1331/1913؛
3. صدا، 1349/1930؛

و له مخطوطات عديدة أيضاً.

## سائر مصنفاته
و للآمدي بالإضافة إلى غرر الحكم، كتاب آخر باسم جواهر الكلام في الحكم والأحكام من قصة سيد الأنام، نقل حاجي خليفة قسماً من مقدمته.

## هوامش
1. ↑  حاجي خليفة، ج1، ص616
2. ↑  مناقب، ج1، ص11،12
3. ↑  المعالم، ص81
4. ↑  ج1، ص34
5. ↑  ج3، ص281
6. ↑  ج3، ص491
7. ↑  القمي، ص259